# کریستیان برون (آهنگساز)
کریستیان برون (آلمانی: Christian Bruhn؛ ۱۷ اکتبر ۱۹۳۴) آهنگساز، موسیقی‌دان و تهیه‌کننده موسیقی اهل آلمان بود.
وی را موفق‌ترین آهنگساز و تهیه‌کننده موسیقی آلمان پس از دوران جنگ جهانی دوم می‌دانند.
از فیلم‌ها یا مجموعه‌های تلویزیونی که وی در آن‌ها نقش داشته‌است می‌توان به جک هالبورن و سیلاس اشاره نمود.